# American Sin
American Sin ist eine 2012 gegründete Metalcore-Band aus Cincinnati, Ohio.

## Geschichte
Gegründet wurde American Sin im Jahr 2012 in Cincinnati im Bundesstaat Ohio von Sänger Marcus Barber, den beiden Gitarristen John Bobinger und Samuel Morelock, sowie Bassist Jake Wire und Schlagzeuger Josh Sexton unter dem Namen Come the Dawn. Die Band wurde im Dezember 2013 von Sumerian Records unter Vertrag genommen. Am selben Tag wurde die erste Single Worlds Collide (As It Ends Tonight) veröffentlicht und das Debütalbum für 2014 angekündigt.
Dieses heißt Light of the World und wurde am 30. September 2014 weltweit über Sumerian Records veröffentlicht. Als Produzent fungierte Caleb Shomo, der Sänger von Beartooth und ehemaliger Sänger von Attack Attack!. Als weitere Single-Auskopplung wurde Game Over über Alternative Press veröffentlicht. Ein erstes echtes Musikvideo erschien am 27. September 2014 zum Stück My Body’s Failing, das ebenfalls auf dem Album zu finden ist. Die Gruppe coverte das Lied What the Water Gave Me von Florence + the Machine, welches auf dem über Sumerian Records veröffentlichten Coveralbum Florence + The Sphinx zu finden ist. Weitere Gruppen, die an dem Album beteiligt waren, sind unter anderem Stick to Your Guns, Periphery, Ben Bruce und Upon a Burning Body.
Sänger Barber sprang im Juni 2014 als Interims-Sänger bei I, the Breather für den zwischenzeitlich verletzten Shawn Spann ein. Ende März bis Anfang April 2014 spielte die Band sechs Konzerte als Vorband für Oceano. Mit I Declare War und Texas in July absolviert Come the Dawn eine Konzertreise durch die Vereinigten Staaten als Vorband für After the Burial. Die Tour startete am 13. September 2014 in Moorhead, Minnesota und endet 9. Oktober 2014 in Milwaukee, Wisconsin. Zuvor absolvierte die Band eine Konzerttour zwischen dem 11. und 26. Juli 2014 als Co-Headliner mit Assassins. Auch war die Gruppe bereits als Vorband für I, the Breather, Affiance und This or the Apocalypse zu sehen. Im Februar und März 2015 war die Gruppe erneut als Vorband für I, the Breather auf deren Life Reaper Tour in Nordamerika zu sehen.
Im Jahr 2017 änderte die Band ihren Namen zu American Sin.

## Diskografie
Alben
- 2014: Light of the World (Sumerian Records)

Kompilation/Sampler-Beiträge
- 2014: Florence + The Sphinx (Coveralbum für Florence + the Machine, Come the Dawn coverten What the Water Gave Me, Sumerian Records)